# 아발론 프로젝트
아발론 프로젝트(The Avalon Project)는 법과 역사, 외교 관련 문서의 디지털 도서관화 작업이다. 이 프로젝트는 예일 법학대학원의 릴리언 골드먼 법학 도서관의 일부이다.

## 개요
이 프로젝트는 역사의 시작으로 거슬러 올라가는 온라인 전자 문서본이 포함되어 있다. 영국의 권리장전인 마그나 카르타, 미국의 권리장전과 같은 유명 문서의 원문뿐만 아니라 잘 알려지지는 않았지만, 법과 권리의 역사에서 전환점을 마련하게 한 중요 문서의 연구를 가능하게 해준다.
이곳은 전체 검색과 두 문서의 전자적 비교를 하는 편의시설까지 갖추어져 있다. 동일 사이트에 온라인 인권문서 저장소인 다이애나 프로젝트도 존재한다.